# جایزه بزرگ ایالات متحده ۱۹۷۱
جایزه بزرگ ایالات متحده ۱۹۷۱ (انگلیسی: ‎1971 United States Grand Prix‎) یک مسابقهٔ موتوری در رشتهٔ اتومبیل‌رانی فرمول یک بود که در تاریخ ۳ اکتبر ۱۹۷۱ در مسیر مسابقه جایزه بزرگ واتکینز گلن واقع در واتکینز گلن، نیویورک، ایالات متحده آمریکا برگزار شد. این گراند پری در میان ۱۱ گراند پری در فصل ۱۹۷۱، مسابقهٔ شمارهٔ ۱۱ بود.
در این مسابقه که در ۵۹ دور و به مسافت ۳۲۰٫۶۷ کیلومتر (۱۹۹٫۲۵۵ مایل) برگزار شد، پول پوزیشن توسط جکی استوارت کسب شد و سریع‌ترین زمان برای طی یک دور پیست که برابر با ۱:۴۳٫۴۷۴ بود نیز توسط ژاکی ایکس به ثبت رسید.
فرانسوا سورت از تیم تایرل-فورد، جو سیفرت از تیم بی‌آرام و رونی پیترسن از تیم مارچ-فورد به‌ترتیب مقام‌های اول تا سوم مسابقه را کسب کردند.

## رده‌بندی قهرمانی پس از مسابقه
|       | جایگاه | راننده       | امتیاز |
| ----- | ------ | ------------ | ------ |
|       | ۱      | جکی استوارت  | ۶۲     |
|       | ۲      | رونی پیترسن  | ۳۳     |
| ۱     | ۳      | فرانسوا سورت | ۲۶     |
| ۱     | ۴      | ژاکی ایکس    | ۱۹     |
| ۱     | ۵      | جو سیفرت     | ۱۹     |
| منبع: |        |              |        |

|       | جایگاه | سازنده     | امتیاز  |
| ----- | ------ | ---------- | ------- |
|       | ۱      | تایرل-فورد | ۷۳      |
| ۱     | ۲      | بی‌آرام     | ۳۶      |
| ۱     | ۳      | فراری      | ۳۳      |
|       | ۴      | مارچ-فورد  | ۳۳ (۳۴) |
|       | ۵      | لوتوس-فورد | ۲۱      |
| منبع: |        |            |         |

یادداشت
- تنها پنج جایگاه نخست از هر رده‌بندی نمایش داده شده‌است.